# Wrona palmowa
Wrona palmowa (Corvus minutus) – gatunek ptaka z rodziny krukowatych (Corvidae). Rodzimy dla obszaru Kuby, nazywany tam kubańskim krukiem palmowym. Ograniczony zasięg występowania sprawia, że uznano go za ptaka zagrożonego wyginięciem.

## Taksonomia
Gatunek wyodrębniony z wrony haitańskiej (Corvus palmarum), jednak jego status jest niepewny i przez niektórych autorów nadal uznawany jest za podgatunek. Łacińska nazwa odnosi się do niewielkich rozmiarów ptaka.

## Charakterystyka
Ma 34–36 cm długości. Ptak małej lub średniej wielkości, krępej budowy i czarno upierzony. Krótki dziób z charakterystycznie zakręconym końcem, a oczy ciemne. Nozdrza są ukryte przez dobrze rozwinięte pęczki piór nosowych. Często powoli podnosi ogon przed nagłym machnięciem nim w dół. Podobna wrona kubańska (C. nasicus) jest od niego większa z widocznymi nozdrzami. Najlepszym sposobem na ich rozróżnienie jest usłyszenie zawołania – wydaje nosowe „kraa” lub „aagh” w serii dźwięków. Stada tych wron mogą być bardzo hałaśliwe.

## Ekologia i zachowanie
Kiedyś ptak ten zamieszkiwał tereny leśne od nizin po góry, choć obecnie znany jest tylko z pojawów na nizinnych obszarach rolnych. Rozproszone stanowiska związane są z palmami. Widuje się go zwykle w małych grupach w towarzystwie innych ptaków żerujących na drzewach lub szukających owoców, ziaren, owadów i jaszczurek na ziemi. Lata nisko nad ziemią, rzadko ponad koronami drzew.
Gniazda lokuje na płaskich miejscach na wysokich drzewach. Okres lęgowy trwa od kwietnia do lipca, może zaczynać się jednak wcześniej.

## Status
Takson ten nie jest osobno klasyfikowany przez IUCN, gdyż uznaje go ona za podgatunek wrony haitańskiej (Corvus palmarum).
Populację szacuje się na 2500–10 000 osobników, choć ta liczba stale maleje. Areał obejmuje około 1320 km² – w centralnej Kubie to ptak rzadki i występujący lokalnie (głównie okolice miasta Camagüey i w Sierra de Najasa, w prowincji Pinar del Río nie widziany od lat 60.). Obserwuje się szybki spadek liczebności wywołany rozrostem terenów rolniczych i wprowadzaniem gatunków inwazyjnych.